# Juilliard String Quartet

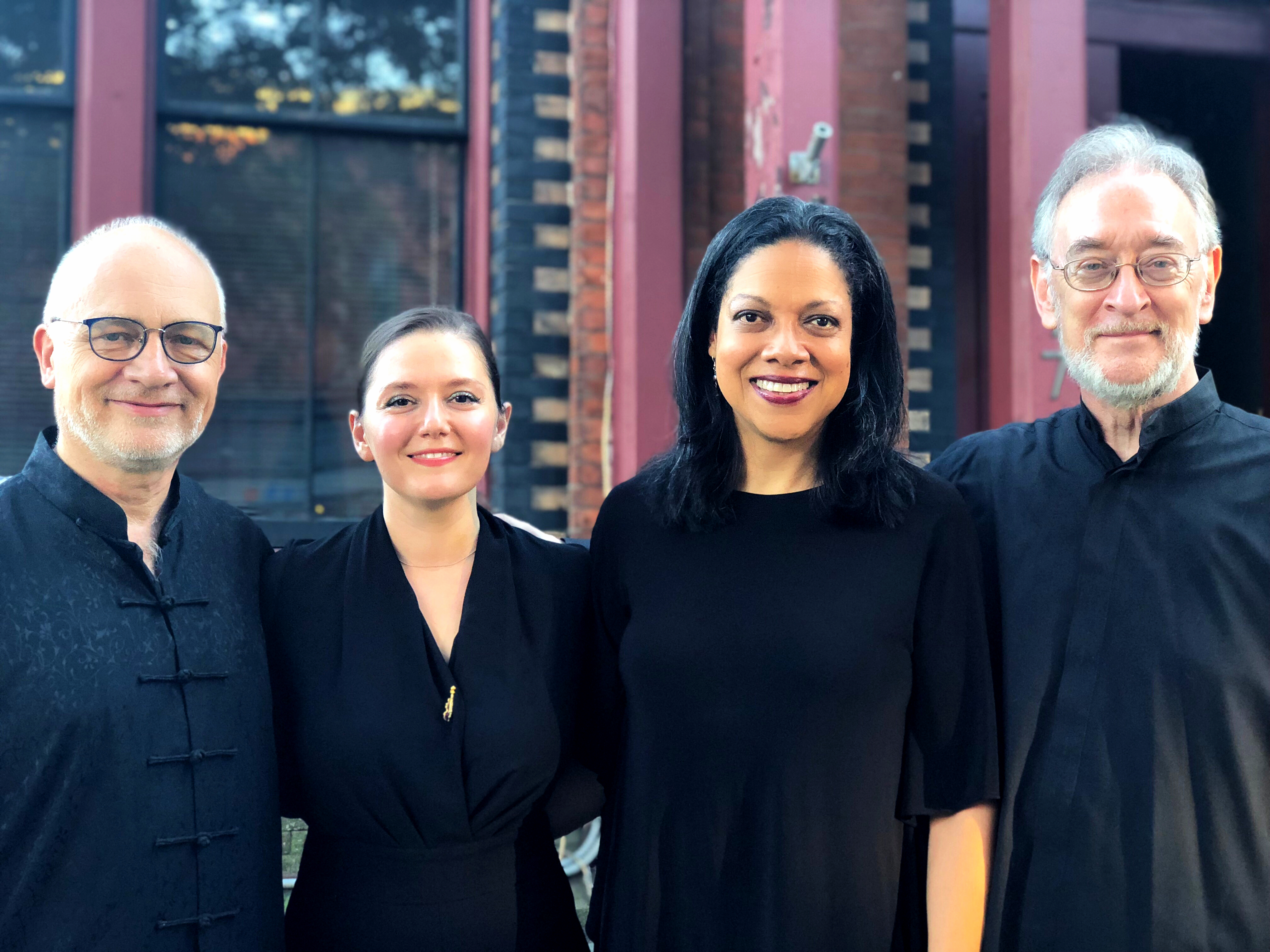
Das Juilliard String Quartet (2018)

Das Juilliard String Quartet gehört seit 1947, dem Jahr seines ersten Auftretens, zu den führenden Streichquartettensembles der Welt. Aus der Ursprungsbesetzung von 1947 (offizieller erster Auftritt, Gründung bereits 1945/1946 durch William Schuman und Robert Mann) ist seit dem Ausscheiden von Mann 1997 allerdings kein Mitglied mehr vorhanden. Das bisher erarbeitete Repertoire umfasst ca. 500 Werke, darunter mehr als 60 Uraufführungen amerikanischer Komponisten.
Mit über 100 Veröffentlichungen ist das Juilliard String Quartet eines der am meisten aufgenommenen Streichquartettensembles der Welt und konnte bislang vier Grammys gewinnen, darunter einen für die Einspielung der sechs Streichquartette Béla Bartóks, die vom Juilliard String Quartett in den USA erstmals aufgeführt und eingespielt wurden. 2011 wurde das Quartett mit dem Grammy Lifetime Achievement Award für sein Lebenswerk ausgezeichnet.
Aktuelle und frühere Besetzungen:
- 1. Violine: Areta Zhulla (1947–1997 Robert Mann; 1997–2009 Joel Smirnoff; 2009–2011 Nick Eanet; 2011–2018 Joseph Lin)
- 2. Violine: Ronald Copes (1947–1958 Robert Koff; 1958–1966 Isidore Cohen – ging zum Beaux Arts Trio; 1966–1986 Earl Carlyss; 1986–1997 Joel Smirnoff – rückte auf die 1. Violine vor)
- Viola: Molly Carr (1947–1969 Raphael Hillyer; 1969–2013 Samuel Rhodes; 2013–2022 Roger Tapping)
- Violoncello: Astrid Schween (1947–1955 Arthur Winograd; 1955–1974 Claus Adam; 1974–2016 Joel Krosnick)

Als „Quartet-in-Residence“ an der New Yorker Juilliard School spielt das Juilliard Quartet bis heute eine bedeutende Rolle bei der Formation neuer amerikanischer Streichquartett-Ensembles.